# Canthesancus
Canthesancus is een geslacht van wantsen uit de familie van de Reduviidae (Roofwantsen). Het geslacht werd voor het eerst wetenschappelijk beschreven door Charles Jean-Baptiste Amyot & Jean Guillaume Audinet-Serville in 1843.

## Soorten
Het genus bevat de volgende soorten:

- Canthesancus apicalis (Matsumura, 1913)
- Canthesancus borneensis Miller, 1940
- Canthesancus dislurco Hsiao, 1977
- Canthesancus exiguus Miller, 1949
- Canthesancus geniculatus Distant, 1902
- Canthesancus gulo Stål, 1863
- Canthesancus helluo Stål, 1863
- Canthesancus izzardi Miller, 1949
- Canthesancus lacertosus Miller, 1940
- Canthesancus lurco Stål, 1863
- Canthesancus maculatus (Matsumura, 1913)
- Canthesancus pendleburyi Miller, 1940
- Canthesancus picticollis Stål, 1874
- Canthesancus pirata Breddin, 1900
- Canthesancus praedo Stål, 1863
- Canthesancus trimaculatus Amyot & Serville, 1843